# ジョージ・ロバートソン (ポート・エレンのロバートソン男爵)
ポート・エレンのロバートソン男爵ジョージ・アイラ・マクニール・ロバートソン（George Islay MacNeill Robertson, Baron Robertson of Port Ellen, KT, GCMG, PC, FRSA, FRSE、1946年4月12日 - ）は、イギリスの労働党所属の政治家である。1997年から1999年まで国防大臣を、1999年から2003年まで第10代NATO事務総長を務めた。1999年8月24日、「アーガイル・アンド・ビュートのアイラのポート・エレンのロバートソン男爵」として一代貴族に叙せられた。

## 若年期
ロバートソンはスコットランド・アイラ島のポート・エレンで1946年4月12日に生まれた。父フィリップ・ロバートソン(1916-2002)は政治家、母マリオン・イザベラ・ロバートソン（旧姓マクニール、1913-1996）はフランス語とドイツ語の教師だった。母方の祖父マルコム・マクニールは、第一次世界大戦中にボウモアで法執行官(police sergeant)を務め、在任中の1918年にボウモア付近で起きた客船「タスカニア」や軍艦「オトラント」の沈没の報告書の中で、地元の人々による生存者の救助活動についても報告した。
ロバートソンは、ダンディーのクイーンズ・カレッジに入学して経済学を学んだ。
ロバートソンの在学中の1967年に、クイーンズ・カレッジはセント・アンドルーズ大学から独立してダンディー大学となり、ロバートソンはその最初の卒業生の一人となった。1968年、ロバートソンは修士号を取得した。1967年以前に入学した学生は学位記の発行元としてセント・アンドルーズ大学を選択することもでき、多くの学生はそちらを選択したが、ロバートソンはダンディー大学からの取得を選択した。ロバートソンは在学中、学生新聞にコラムを執筆していた。ロバートソンはコラムで、ダンディー大学の独立を支持し、ダンディー大学の学位の取得を勧めた。
また、在学中に様々な抗議活動に参加した。15歳のとき、アメリカの原子力潜水艦のスコットランドでの停泊に対する反対運動に参加した。1968年、セント・アンドルーズで行われた南アフリカ共和国・オレンジ自由州のチームによるラグビーの試合に、アパルトヘイトに対する抗議のために乱入した。同年、政府による学生への奨学金の削減案に反対して、大学図書館で24時間のワークインを行った。
大学卒業後、ロバートソンは、スコッチウイスキー業界の労働組合であるGMBの職員になった。
1976年1月19日、ドラモックター峠でロバートソンの車と45キログラムのゼリグナイトを運搬中の海軍のランドローバーが正面衝突した。ロバートソンは膝と顎を骨折したが、命に別条はなかった。ロバートソンは、シートベルトを着用していたために助かったという。相手方の運転手は1976年5月に不注意運転で有罪判決を受けた。

## 政界でのキャリア
1978年5月、同年3月のハミルトン選挙区選出の労働党所属の庶民院議員アレックス・ウィルソンの死去に伴う補欠選挙に労働党から立候補し、スコットランド国民党のマーゴ・マクドナルドを破り51%の得票率で当選した。その後5回の総選挙で再選され、スコットランド労働党党首、枢密顧問官議員を務めた。
1997年の総選挙で労働党が勝利し、ロバートソンはトニー・ブレア内閣の国防大臣に就任した。ロバートソンは戦略的防衛見直しを行い、1998年に完了した。これは、「善のための力」(a force for good)をテーマに掲げた首尾一貫した政治的かつ戦略的なシナリオを提示するものである。この見直しにより、統合即応部隊が創設され、戦力投射のための新型大型空母クイーン・エリザベス級2隻とそれに搭載する新型戦闘機の建造という野心的なプロジェクトが発足し、ブレア政権の防衛への取り組みを象徴するものとなった。しかし、ブレア政権が、保守党の前政権が立てた歳出計画を最初の2年間は踏襲することを約束したため、国防予算を20億ポンド削減せざるを得なくなった。その後国防予算は拡大されたが、戦略的防衛見直しの目標の実現には不十分だった。労働党前幹事長のトム・ソーヤーは、ブレア政権に関する著書の中で、「ロバートソンは負担できない夢を1998年に作った」と述べた。
1999年、NATO事務総長のハビエル・ソラナが任期を2か月残して退任した。後任の事務総長の候補に挙げられたドイツのルドルフ・シャーピング国防大臣は辞退し、元イギリス海兵隊員で自由民主党元党首のパディ・アッシュダウンは政府要職に就いたことがないためその適任性が疑われていた。そこで、イギリス国防大臣のロバートソンが事務総長に任命され、同年10月に就任した。2004年1月にNATO事務総長を退任した。
ロシアのウクライナ侵攻の7か月後の2022年9月、ロバートソンはNATO事務総長在任中に行われたウラジーミル・プーチンとの9回の会談についてインタビューを受けて、次のように答えた。
最初の会談（2001年10月、モスクワ）で、ウラジーミル・プーチンは「私はロシアを西ヨーロッパの一部にしたい」と明言しました。2回目の会談（ブリュッセル）で彼は「あなたはいつロシアをNATOに招いてくれるんだ?」と言いました。私はある種の接触を始め、我々と戦えなくするための多くの活動に彼らを巻き込んでいました。しかし、（2003年12月に）私がNATOを去った後、アメリカの政権、ブッシュ政権は、（プーチンが反対していた違法なイラク戦争の最中に）ロシアと取引することへの興味を失い、それを脅威とみなしました。彼らはロシアとの全面的な協力関係を構築しようとしませんでした。私は、あのときに機会を失ってしまったと考えています。彼（プーチン）が望んでいたことであり、我々は彼を我々の側に引き止めることが可能だったからです。

### スコットランドへの権限委譲に関する発言
1995年、当時影の内閣のスコットランド大臣だったロバートソンは、「（スコットランドへの）権限委譲により（スコットランドの）ナショナリズムは完全に死ぬだろう」と発言した。権限委譲によってスコットランド国民党(SNP)が大きな議席を獲得することになるという期待が高まっており、この発言はそれを牽制するためのものだった。実際、2007年、2011年、2016年、2021年のスコットランド議会選挙ではSNPが勝利しており、そのたびにロバートソンのこの発言が嘲笑的に取り上げられた。

### ダンブレーン名誉毀損訴訟
1996年、ダンブレーンの小学校で児童16人と教師が射殺されたダンブレーン銃乱射事件が発生したが、ロバートソンはダンブレーンに住んでおり、3人の子供もかつてその学校に通っていた。ロバートソンは犠牲者の遺族の代弁者として活動し、イギリスにおける銃禁止運動の中心人物となった。
2003年、『サンデー・ヘラルド』紙は「ダンブレーンの調査書類は秘密にされるべきか」という見出しで、カレン判事によるこの事件の審問に関する文書が100年間の国家機密扱いになっていることを報じた。同紙のウェブサイトの掲示板で、匿名の投稿者が、ロバートソンがハミルトン選出議員として事件の犯人に対する銃所持免許の推薦書に署名したと主張した。しかし、その主張は根拠のないものだった。ロバートソンは『サンデー・ヘラルド』紙を名誉毀損で訴え、同紙はロバートソンに数万ポンドの和解金と訴訟費用を支払って和解した。その後ロバートソンは、新聞社の謝罪の条件に関して訴訟を起こしたが、敗訴した。最初の訴訟は、運営するウェブサイトに掲載された他者のコメントに対して、運営者が責任を負う必要があるかどうかについてのテストケースとなった。

### スコットランド独立住民投票
ロバートソンは2014年の住民投票においてスコットランドの独立に反対した。『ワシントン・ポスト』紙の記事において、ロバートソンは「（スコットランドが）残留した連合王国は依然として世界の主要なプレイヤーとなるが、国土の3分の1と500万人の人口、および膨大な信用性を失った場合、世界における地位は必然的に低下するだろう」と書いた。
ロバートソンは2014年4月8日のブルッキングス研究所での講演で、「イギリスの解体に対する最も大きな声援は、我々が敵対する勢力からの物、そして身内の敵からの物だろう。今年、西側で2番目の軍事大国が粉々になることで、地政学的な激変があるだろう」と述べた。ロバートソンは、スコットランドをイギリスに結びつけようとするユニオニストたちの努力を、エイブラハム・リンカーンの奴隷制度との戦いになぞらえ、「新しい連邦の統一を維持するために何十万ものアメリカ人が命を落とした南北戦争の方がより関連があるかもしれない。リンカーンとその仲間たちにとって、連邦は貴重で重要であり、その完全性は、それを維持するために血の川を流すほどに価値があるものだった」と述べた。

## 私生活
1970年、ロバートソンはサンドラ・ウォレスと結婚した。サンドラとの間には、息子が2人、娘が1人いる。
ロバートソンはハミルトン・アカデミカルFCのサポーターである。

## 賞と栄誉
勲章
- 2003年 -  聖マイケル・聖ジョージ勲章 ナイト・グランド・クロス (GCMG)
- 2004年11月30日 -  シッスル勲章 ナイト (KT)

外国の勲章
- 1991年 -  ドイツ連邦共和国功労勲章 大十字章
- 2000年 -  ルーマニア星勲章（英語版） 大十字章
- 2003年9月8日 -  オラニエ・ナッサウ勲章（英語版） ナイト・グランド・クロス
- 2003年11月12日 -  大統領自由勲章
- 2003年12月1日 -  ペタル・クレシミル4世国王大勲章（英語版）
- 2004年 -  テッラ・マリアナ十字勲章 ナイト・グランド・クロス[36]
- 2016年7月1日 -  聖ゲオルク勲章（英語版）

受賞
- 2000年 -  アカデミー・オブ・アチーブメント ゴールデンプレート賞[37]
- 2003年 -  マンフレート・ヴェルナー財団（英語版） 大西洋連帯賞
- 第4回ハノー・R・エレンボーゲン市民賞（英語版）

叙任
- 1999年8月24日 -  一代貴族 ポート・エレンのロバートソン男爵

会員・フェロー
- ロイヤル・ソサエティ・オブ・アーツフェロー (FRSA)
- エディンバラ王立協会（英語版）フェロー (FRSE)